# Primavera Izaguirre
Primavera Izaguirre de Artucio (* 1930) ist eine uruguayische Botanikerin.
Ihr botanisches Autorenkürzel lautet „Izag.“.
Izaguirre lehrte von 1960 bis 1994 als Professorin an der landwirtschaftswissenschaftlichen Fakultät der Universidad de la República. Neben zahlreichen Veröffentlichungen in wissenschaftlichen Zeitschriften verfasste sie, alleine oder in Co-Autorenschaft beispielsweise mit Bernardo Rosengurtt, auch diverse Bücher. Im Jahr 2011 arbeitet sie an einer Überholung der Familie der Orchideengewächse für die Region Uruguay. Insbesondere publizierte sie im Themenbereich Systematik, Taxonomie und Nomenklatur von Gräsern und Leguminosen. Izaguirre war Mitglied der IUCN Species Survival Commission-South American Group sowie seit 1999 der Flora Neotropic Group.